# Lindsey Abudei
Lindsey Chukwufumnanya Abudei, connue  sous le nom d'artiste Lindsey Abudei, est une chanteuse et compositrice néo-soul née au Nigeria à Jos le 6 février 1987. Elle commence à enregistrer et à participer à des jam sessions  en 2004, alors qu’elle est encore étudiante en droit à Jos, au Nigeria.

## Enfance et éducation
Née en 1987, Lindsey Abudei est issue d'une famille originaire du Delta, au Nigeria, mais est née et a grandi à Jos, au Nigeria. Elle est titulaire d'un diplôme en droit de l'Université de Jos, mais choisit par la suite de faire sa carrière dans la musique.

## Carrière
Ses parents ont été actifs en tant que musiciens durant leur jeunesse. Elle grandit en écoutant Stevie Wonder, Roberta Flack, Sade, Prince, Nat King Cole, REM Skeeter Davis, Andy Williams, The Beach Boys et Omar Lye-Fook, qui l'ont inspirée par leur musique néo-soul et R & B.

### 2004-2010: débuts etprojet Fame West Africa
En 2004, pendant ses études de premier cycle de droit, elle enregistre avec MI, Jesse Jagz et Ruby Gyang, qui travaillent à l’époque sous le label Loopy Records. En 2010, elle  auditionne pour la troisième saison du projet Fame West Africa, une émission de téléréalité réunissant des talents musicaux émergents, filmée à Lagos et diffusée dans le sous-continent ouest-africain. Bien qu’elle ai été éliminée prématurement de ce projet, ces participations contribuent à augmenter son nombre de fans. Elle continue ensuite à produire et joue durant un bref passage avec The Jazzcats, un groupe de jazz. Elle participe aussi à la chanson Thank You de DJinee et à la chanson This Jagged Life de Jesse Jagz.

### 2011-13: EPBrown
Le 24 février 2013, Abudei sort en solo Brown, un EP à 8 pistes comprenant trois titres bonus. Produit par Atta Lenell, Jesse Jagz et IBK, l’EP contient des singles déjà publiés tels que Drift Away, "The 90s Song et Out The Magazine; avec des Reprises du Jailer d'Aṣa et de Trouble Sleep, Yanga go Wake Am de Fela,.

### À partir de 2014
En 2014, Abudei commence à enregistrer son premier album studio ...and the Bass is Queen. En 2015, elle tourne la vidéo de Out the Magazine, réalisée par Kemi Adetiba. Le 25 juin 2016, elle dévoile sur Twitter pour les illustrations de l'album de 12 titres, qui est par la suite diffusé le 5 juillet 2016 sous la forme de revues critiques,.
En 2017, Lindsey entame une résidence d'artiste musicale à New York et reçoit une aide de Omi International Arts Center.
Elle enregistre Abụ Ya, une ballade acoustique, prévue initialement sur un album studio d'un chanteur nigérian, Brymo, mais non retenue en définitive. Cette ballade est reprise par contre dans l'EP Kaleidoscope de Lindsey Abude, sorti en 2023. Ce deuxième extended play de Lindsey Abudei est publié pour coïncider avec son trente-sixième anniversaire, le 6 février 2023. Elle y explore de nouveaux horizons musicaux : tels que la musique électronique et classique. Lindsey Abudei produit l'EP en collaboration avec Bigfoot. Toutes les chansons de ce Kaleidoscope comprennent un entracte qui décrit l'histoire du titre qui suit, écrit par Lindsey Abudei alors qu'elle vit une période de doute.

## Influences
Dans ses albums, elle explore les genres de la neo soul, du rock alternatif puis de la musique électronique. Elle cite Stevie Wonder, Norah Jones, Sade, Eva Cassidy, Roberta Flack comme certaines de ses influences musicales.

## Discographie
- Brown : The EP (2013)
- ... And the bass is queen (2016)
- Kaleidoscope (2023)